# Lajos Barta

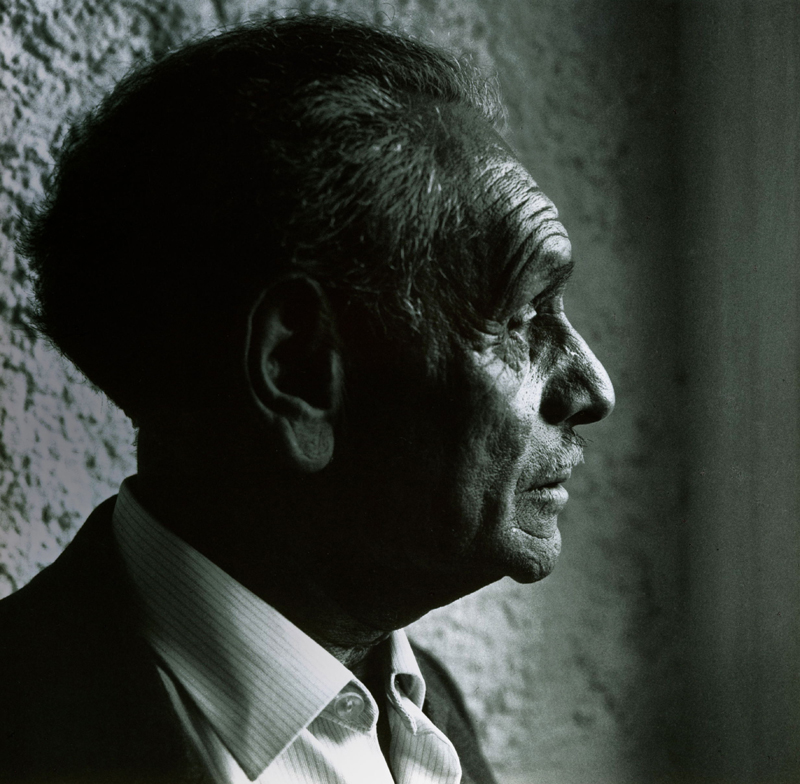
Portret van Lajos Barta in Bahnhof Rolandseck

Lajos Barta (Boedapest, 9 maart 1899 – Keulen, 13 mei 1986) was een Hongaarse beeldhouwer.

## Leven en werk
Lajos Barta studeerde van 1915 tot 1916 beeldhouwkunst bij Eduard Telcs, de Hongaarse beeldhouwer die van 1920 tot 1922 als medailleur in Nederland werkzaam was, en volgde een opleiding aan de kunstnijverheidschool in Boedapest. Tussen 1920 en 1927 maakte hij regelmatig studiereizen, waarbij hij onder andere Wenen, Milaan en Parijs bezocht. Van 1927 tot 1938 was Barta als beeldhouwer werkzaam in Boedapest, daarna ging hij weer naar Parijs, waar hij exposeerde tijdens de Salon d'Automne van 1943. In 1945 keerde Barta weer terug naar Hongarije. In de vijftiger jaren veranderde zijn stijl geleidelijk van figuratief naar abstract en hij maakte deel uit van de avantgardistische beweging, die na 1956 weer mocht exposeren.
In 1965 vestigde Barta zich in Duitsland, eerst in een woning/atelier in het voormalige station Bahnhof Rolandseck in Remagen-Rolandseck bij Bonn en later in Keulen. In 1966 werd in de bovenzaal van Bahnhof Rolandseck een overzichtstentoonstelling aan zijn werk gewijd. In de Duitse deelstaten Noordrijn-Westfalen en Rijnland-Palts zijn diverse werken van Barta in de openbare ruimte te zien.

## Werken (selectie)
- Spring (1955), campus Universiteit Siegen in Siegen (geplaatst in 1982)
- Die Schwingende (1957), Hofgarten in Bonn (geplaatst in 1971)
- Hullám (1960), Pécs
- Fürdőzők (1960), Tatabánya
- Furulýas fiú kutyával (reliëf uit 1961), Tatabánya
- Napóra (Zonnewijzer) (1962), Siófok aan het Balatonmeer[4] (huidige locatie onbekend)
- Lovacskák (1965), Boedapest
- Sleeping Child (1966), particuliere collectie in Bonn (aangekocht 1987)
- Uralte Form (1966), Hiroshima-Nagasaki-Park in Keulen (geplaatst in 1985)
- Seeking Refuge (1967), Keulen-Weidenpesch (geplaatst in 1978)
- Equilibrists (1967), Mülheim an der Ruhr (geplaatst in 1980)
- Couple (1969), Blankstraße in de wijk Südstadt in Wuppertal (geplaatst in 1981)
- Liebeskraft (1972), bij het Friedensmuseum in Remagen (geplaatst in 1985)
- Lino Del Duca assis (1972), tuin van het Musée National aan de Avenue Princesse Grace in Monaco

## Fotogalerij

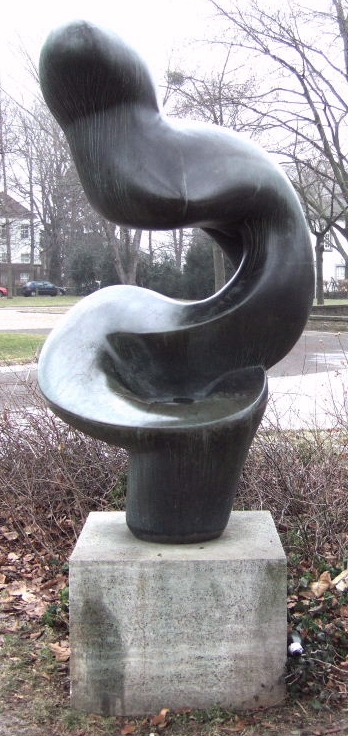
Die Schwingende (1957) in Bonn
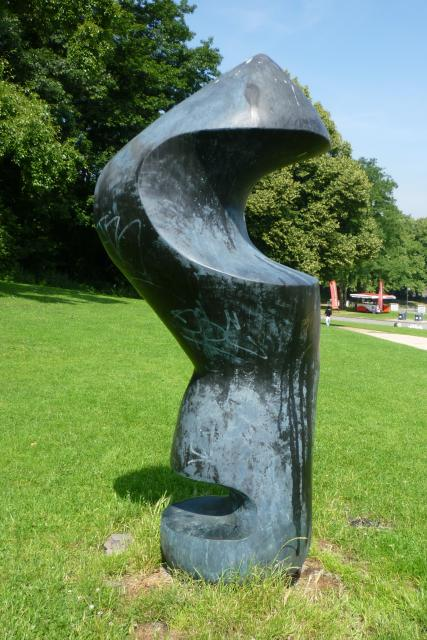
Uralte Form (1966), Keulen
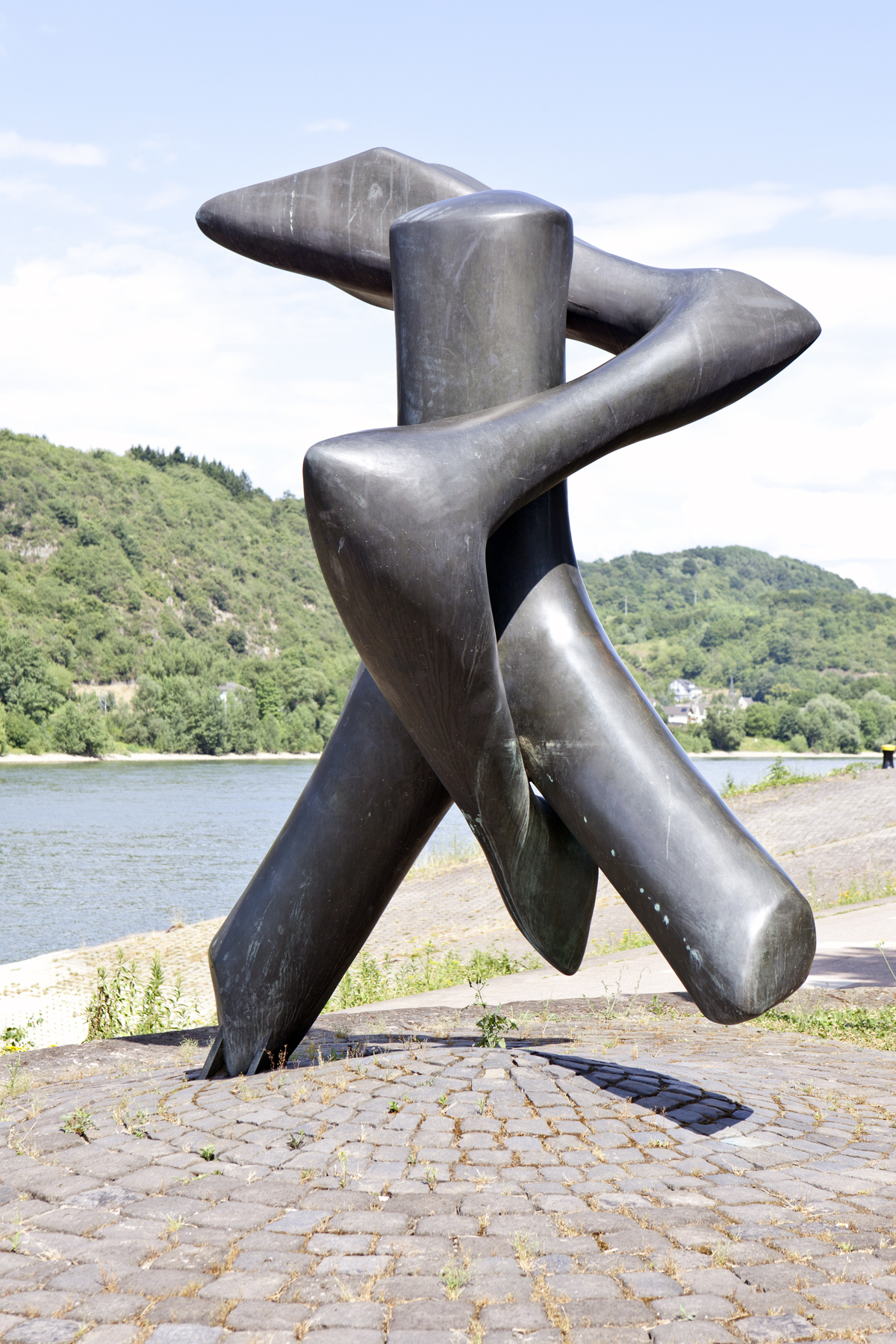
Liebeskraft in Remagen
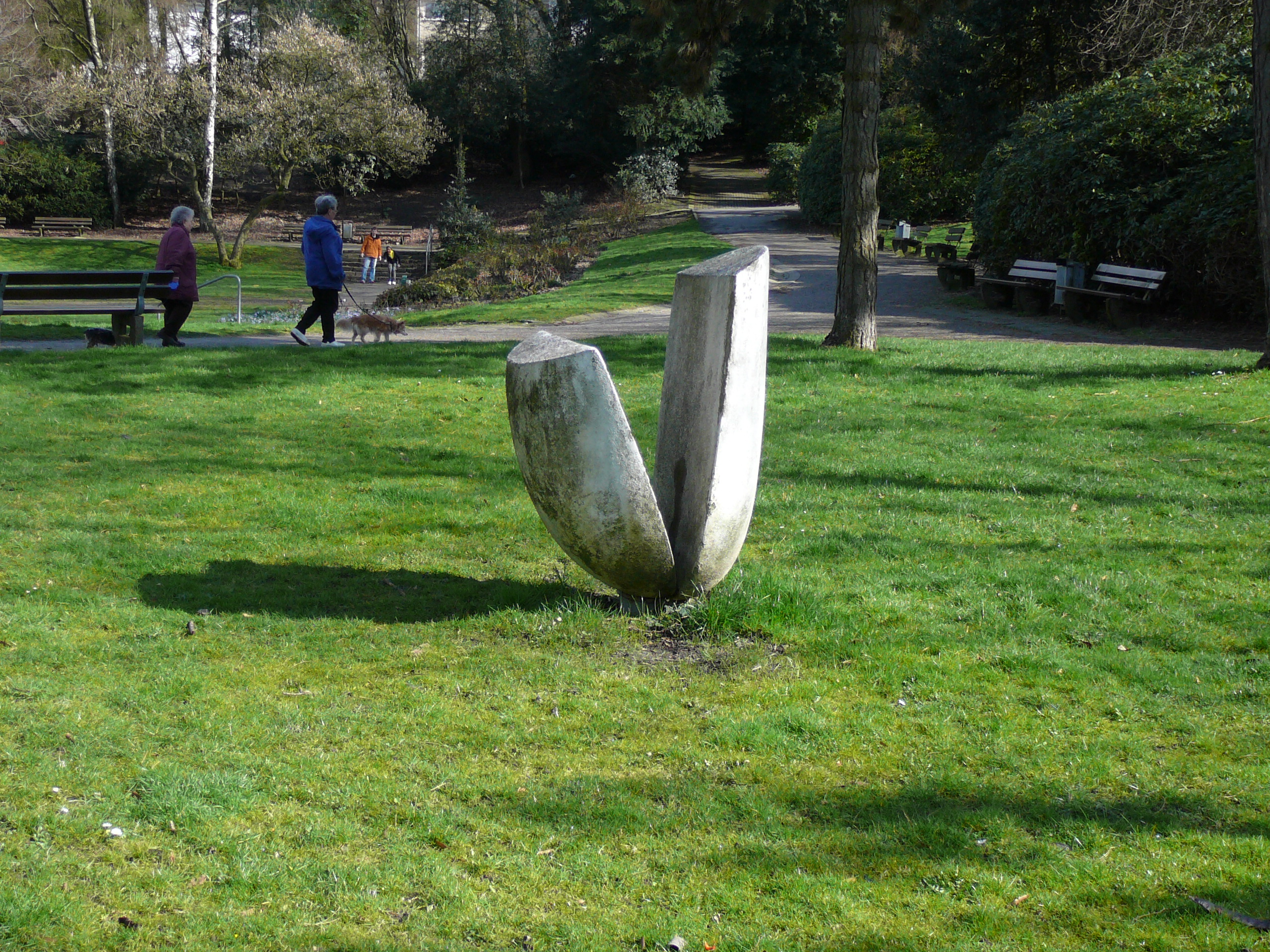
Couple in Wuppertal